# CyberLink Media Suite
Media Suite(メディアスイート)は、サイバーリンクが開発・販売する、メディア再生や写真・ビデオ編集、ディスクへのライティングなどのソフトを収録したセットパッケージ。
初期は「DVD Solution」、バージョン7までは「DVD Suite」という名前で発売されていたが、バージョン8から「Media Suite」という名称を使用している。
各ソフトウェアは単体パッケージとは機能が異なり、多くの場合、最上位の単体パッケージよりも一部の機能が除かれているため劣っている。

## バージョン履歴
DVD Solution 4
2005年6月2日発表。
DVD Suite 5
2006年9月19日発表。
「PowerDVD 6 Express」「PowerDirector 5 Express」「PowerProducer 3.7」「Power2Go 5.5 DVD」「InstantBurn 5」「PowerBackup 2.5 Standard」「MediaShow 3」「LabelPrint 2.0 Standard」「PowerDVD Copy 1.0」「PowerStarter 5」「PhotoNow 1.0」を収録している。
DVD Suite 6
2007年 11月 16日発売。
「Ultra」「Pro」「Essential」のラインナップ。
「PowerDVD」「PowerDirector」「PowerProducer」「Power2Go」「InstantBurn」「PowerBackup」「MediaShow」「LabelPrint」「PowerDVD Copy」「PowerStarter」を収録している。
DVD Suite 7
2008年11月7日発売。
Blu-ray対応の「DVD Suite 7 Ultra」と非対応の「DVD Suite 7 Deluxe」のラインナップ。
「PowerDVD 8」「PowerDirector 7」「PowerProducer 5」「Power2Go 6」「PowerBackup」「MediaShow 4」「LabelPrint」「PowerDVD Copy」「PowerStarter」を収録している。
Media Suite 8
「Media Suite 8 Ultra」が2009年12月7日発売。
「Media Suite 8 Deluxe」が2010年3月11日発売。
「Media Suite 8 Pro」が2010年3月12日発売。
- ブルーレイ再生
- DVD再生時のアップコンバート
- BRディスク・DVDへデータ書込み時のパスワード保護セキュリティ機能
- 波形編集ソフトWaveEditorを追加

Media Suite 9
2010年12月16日発売。
最上位の「Ultra」、BD再生非対応の「Pro」、BD再生/書き出し非対応の「Deluxe」のラインナップ。
- ブルーレイ3D、AVCREC対応
- 2DのDVDを3D立体視に変換・再生
- ファイル変換ソフトMediaEspressoを追加
- BDXL形式ディスクの再生・書き込み

Media Suite 10
2012年4月25日発売。
「Media Suite 10 Ultra」、「Media Suite 10 Pro」のラインナップ。
- 2D画像を3D立体視に変換・再生
- 3D立体視映像の編集

Media Suite 11
2013年6月28日発売。
ソフト15本入りの「Ultimate」、ソフト12本入りの「Ultra」、ソフト11本入りの「Deluxe」のラインナップ。
「PowerDVD 13」「PoweDirector 11」「PhotoDirector 4」「MediaShow 6」「MediaEspresso 6.7」「PowerProducer 6」「WaveEditor 2」「Power2Go 8」「LabelPrint 2.5」「PowerDVD Copy」「PowerBackup」「InstantBurn」「PowerDVD Mobile」「PowerDirector Mobile」「PhotoDirector Mobile」を収録している。
Media Suite 12
2014年7月17日発売。
ソフト15本入りの「Ultimate」、ソフト12本入りの「Ultra」のラインナップ。
「PowerDVD 14」「PoweDirector 12」「PhotoDirector 5」「MediaShow 6」「MediaEspresso 7」「PowerProducer 6」「WaveEditor 2」「Power2Go 9」「LabelPrint 2.5」「PowerDVD Copy 1.5」「PowerBackup 2.6」「InstantBurn 5.0」「PowerStarter」「Power Media Player」「PowerDirector Mobile」「PhotoDirector Mobile」を収録している。
Media Suite 13
2015年7月22日発表。
Media Suite 14
2016年7月11日発表。
Media Suite 15
2017年5月23日発表。
Media Suite 16
2018年6月26日発表。

## ソースネクスト版
2005年9月16日、「DVD Solution Deluxe」が発売。
2005年10月14日、「DVD Solution Standard」が発売。
2013年9月20日、「Media Suite COMPLETE」、「Media Suite EXPERT」が発売。